# Roda (vaixell)

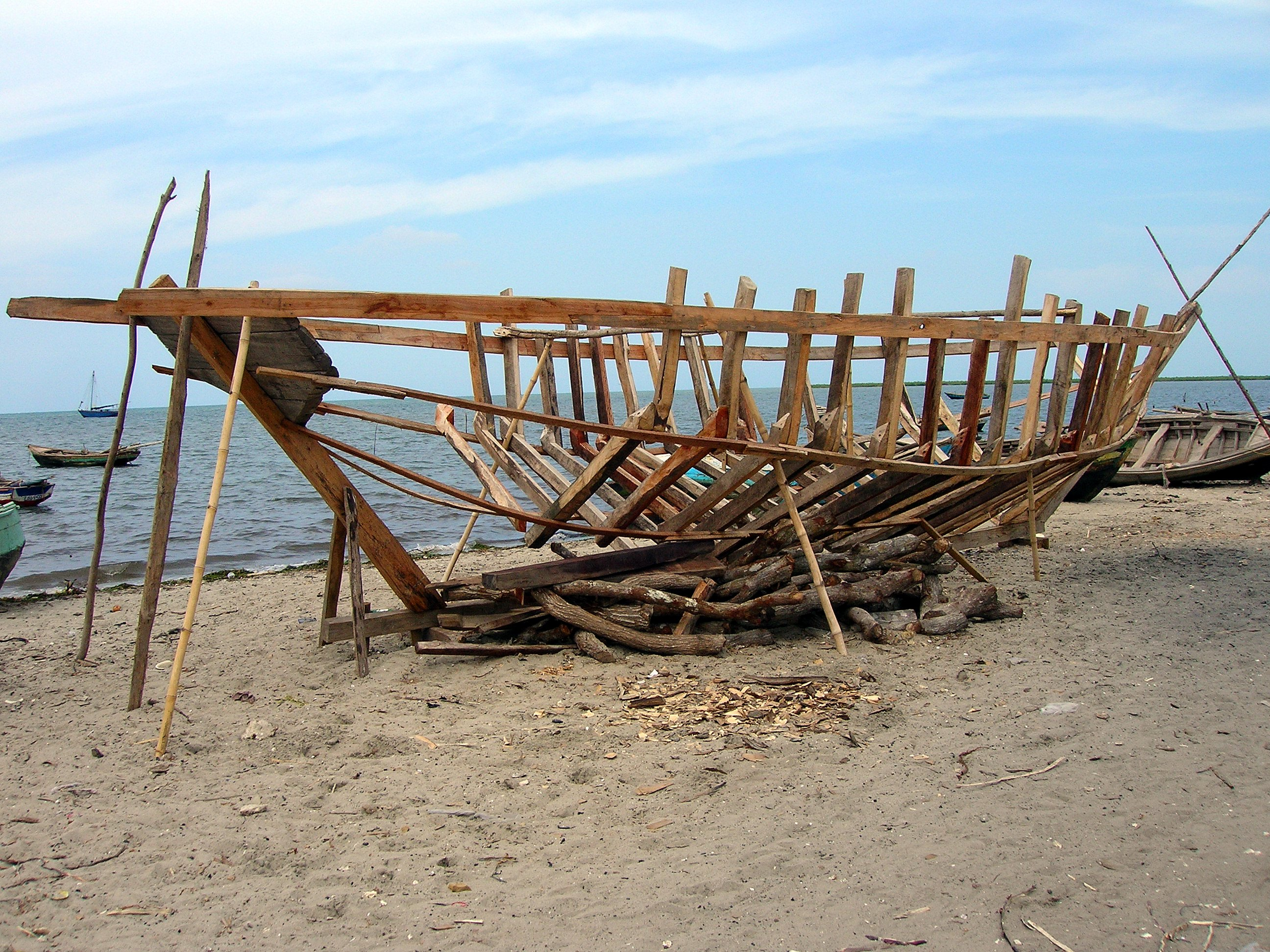
Buc d'un veler de pesca en construcció a Haití. Vegeu les peces del codast o roda de popa.

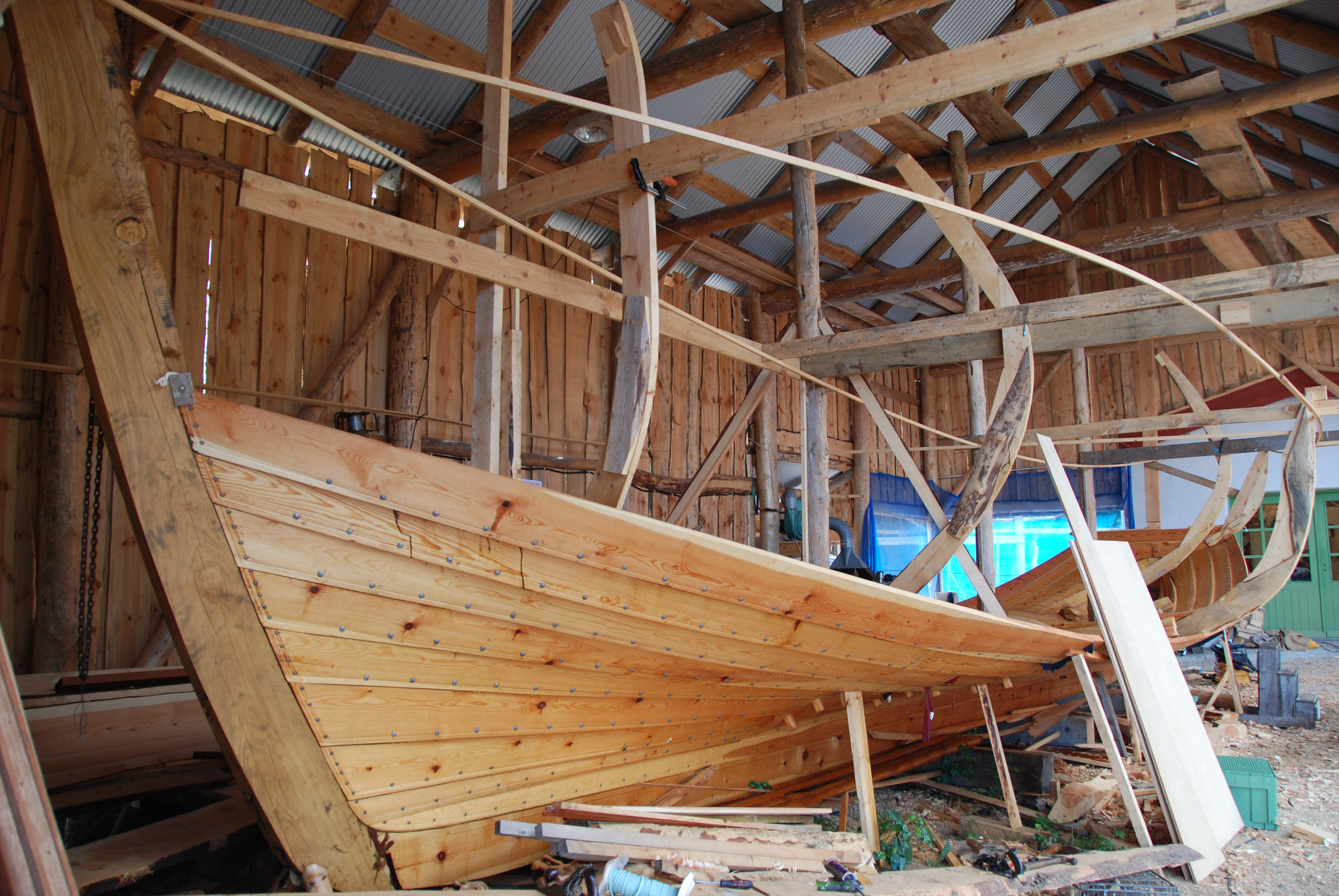
Rèplica del sloop norueg Restauration en construcció a Finnøy. Detall de la roda de proa i d'una part del folre.

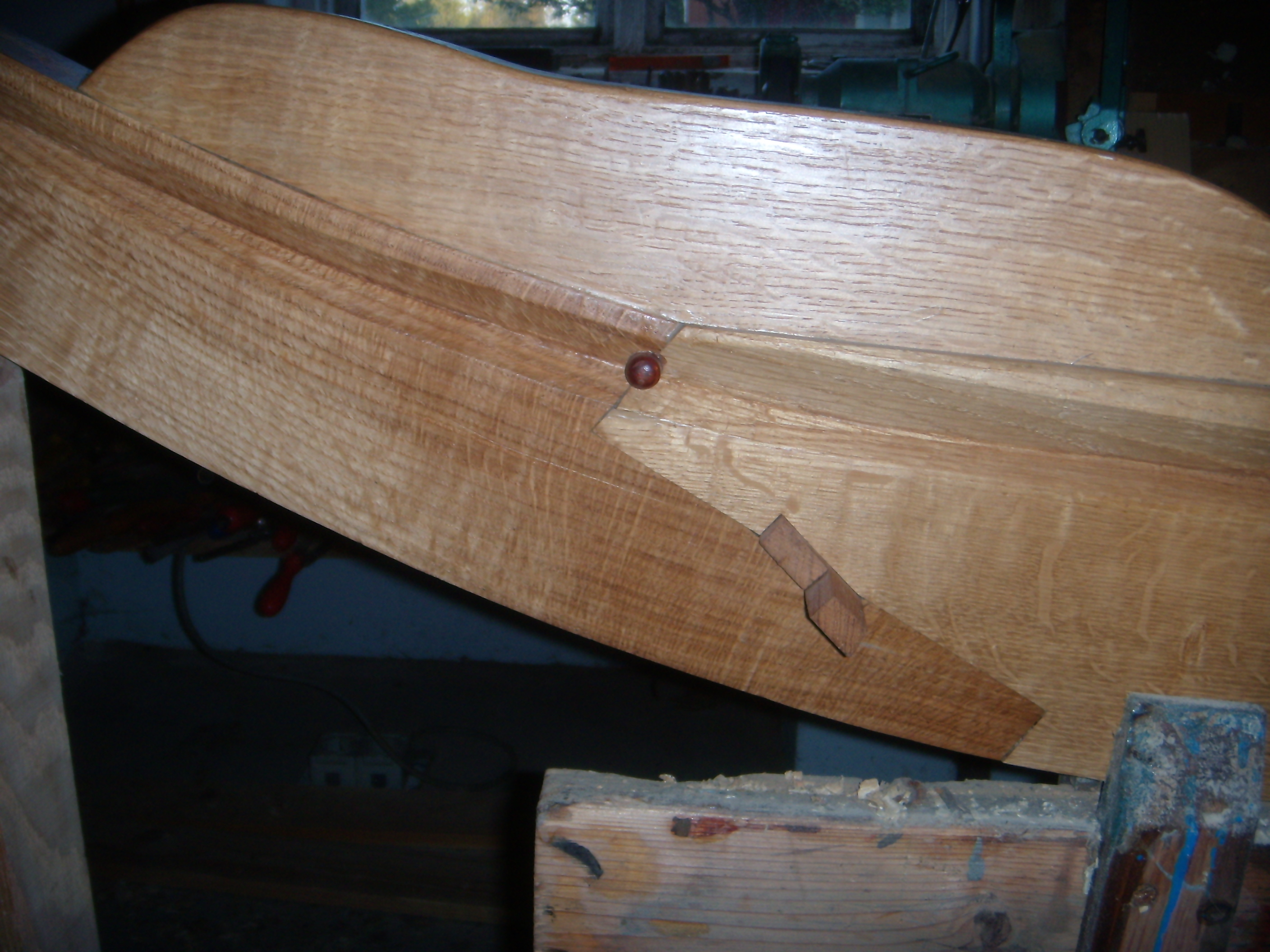
Unió entre la roda i la quilla mitjançant una acoblament de coll de jou.

La roda o gaó és la part exterior del buc d'una barca o vaixell, que va de les escues fins a popa o a proa. Pot ser de proa (roda de proa) o de popa (roda de popa). En vaixells de fusta de construcció tradicional (amb quilla, quadernes i folre) la roda de proa és una peça de fusta que va situada a l'extrem de proa de la quilla prolongant-la i alçant-se en posició més vertical. Hi ha rodes verticals, perpendiculars a la quilla i rodes molt inclinades. Moltes vegades la roda de proa té una peça de reforç adossada, la contraroda. També, en alguns casos, pot tenir una altra peça adossada més a proa: el tallamar. Que és la primera que talla l'aigua quan el vaixell avança.
Els catamarans tenen dues rodes de proa.
De manera semblant la roda de popa és una peça de fusta unida a la quilla per la part de popa que s'alça de forma més o menys vertical. L'expressió "roda de popa" té el mateix significat que el terme codast.
Els reforços interns de les rodes de proa i popa, les contrarodes, fan una funció semblant a la de la peça anomenada sobrequilla. De la quilla surten les rodes. De la sobrequilla surten les contrarodes.
En vaixells antics i de gran desplaçament l'estructura era més complexa que en vaixells de fusta més petits i moderns. I podien tenir més peces de reforç.
En tots els casos de construcció tradicional, amb les llates del folre sensiblement horitzontals, aquestes llates anaven a parar a les rodes (dins d'una regata o rebaix adequat) o a les contrarodes.